# Гоцатлинский сельсовет
Гоцатлинский сельсовет — административно-территориальная единица и муниципальное образование со статусом сельского поселения в Хунзахском районе Дагестана Российской Федерации.
Административный центр — село Гоцатль Большой.

## Население
| 2002  | 2010  | 2012  | 2013  | 2014  | 2015  | 2016  |
| ----- | ----- | ----- | ----- | ----- | ----- | ----- |
| 2478  | ↗2769 | ↗2805 | ↗2814 | ↗2825 | ↗2850 | ↗2870 |
| 2017  | 2018  | 2019  | 2020  | 2021  | 2023  | 2024  |
| ↗2873 | ↘2856 | ↗2897 | ↗2918 | ↘2842 | ↗2848 | ↗2860 |
| 2025  |       |       |       |       |       |       |
| ↗2866 |       |       |       |       |       |       |

## Состав
| № | Населённый пункт | Тип населённого пункта       | Население |
| - | ---------------- | ---------------------------- | --------- |
| 1 | Гоцатль Большой  | село, административный центр | ↘2145     |
| 2 | Гоцатль Малый    | село                         | ↗697      |